# DCC
Direct Client-to-Client (kratica DCC) je podprotokol omrežja IRC za vzpostavitev neposredne povezave med dvema računalnikoma, ki lahko nato izmenjujeta datoteke ali sporočila brez posredništva strežnika.